# Đoàn Xuân Hoa
Đoàn Xuân Hoa (tiếng Trung giản thể: 段春华, bính âm Hán ngữ: Duàn Chūn Huá, sinh tháng 10 năm 1959, người Hán) là chính trị gia nước Cộng hòa Nhân dân Trung Hoa. Ông là Ủy viên dự khuyết Ủy ban Trung ương Đảng Cộng sản Trung Quốc khóa XIX, XVIII và là Ủy viên chính thức của khóa này trong 10 ngày cuối cùng của nhiệm kỳ, hiện là Bí thư Đảng tổ, Chủ nhiệm Ủy ban Thường vụ Nhân Đại Thiên Tân. Ông từng là Thường vụ Thành ủy, Phó Tỉnh trưởng thường vụ Thiên Tân; Tổng thư ký Thành ủy kiêm Bí thư Ủy ban Công tác cơ quan Thành ủy Thiên Tân.
Đoàn Xuân Hoa là đảng viên Đảng Cộng sản Trung Quốc, học vị Thạc sĩ Luật học, Tiến sĩ Kinh tế học. Ông có toàn bộ sự nghiệp hơn 40 năm đều ở Thiên Tân.

## Xuất thân và giáo dục
Đoàn Xuân Hoa sinh tháng 10 năm 1959 tại huyện Dung Thành, thuộc địa cấp thị Bảo Định, tỉnh Hà Bắc, Cộng hòa Nhân dân Trung Hoa. Ông lớn lên và tốt nghiệp cao trung ở Dung Thành, tới Thiên Tân năm 1978 và theo học Trường Kỹ thuật thị chính Thiên Tân và tốt nghiệp vào tháng 12 năm 1980 chuyên ngành hệ thống thoát nước tàu điện ngầm. Tháng 9 năm 1984, ông học khóa cán bộ chuyên tu 2 năm ngành quản lý Đảng chính tại Đại học Quảng bá điện thị Thiên Tân (天津广播电视大学, nay là Đại học Khai phóng Thiên Tân). Tháng 9 năm 1992, ông thi đỗ cao học ở Đại học Nam Khai, học chuyên ngành giáo dục tư tưởng chính trị ở Khoa Chính trị học, nhận bằng Thạc sĩ Luật học vào tháng 12 năm 1995. Tháng 9 năm 1998, ông tiếp tục là nghiên cứu sinh chuyên ngành kinh tế thế giới tại Sở Nghiên cứu Kinh tế quốc tế ở Nam Khai, trở thành Tiến sĩ Kinh tế học vào tháng 12 năm 2001. Đoàn Xuân Hoa được kết nạp Đảng Cộng sản Trung Quốc vào tháng 5 năm 1983, từng tham gia khóa bồi dưỡng cán bộ trung, thanh niên 1 năm từ tháng 3 năm 2000 đến tháng 1 năm 2001 tại Trường Đảng Trung ương Đảng Cộng sản Trung Quốc.

## Sự nghiệp

### Thời kỳ đầu
Tháng 12 năm 1980, sau khi tốt nghiệp trường thị chính ở Thiên Tân, Đoàn Xuân Hoa được tuyển vào Chính phủ Nhân dân thành phố Thiên Tân, là cán bộ Đoàn Thanh niên Cộng sản Trung Quốc của Cục Kỹ thuật thị chính Thiên Tân. Tháng 6 năm 1983, ông là Phó Bí thư Đoàn cục và là Bí thư sau đó 2 tháng. Đến tháng 4 năm 1992, ông được thăng chức là Phó Bí thư Thành đoàn Thiên Tân, được bầu làm Phó Chủ tịch Hội Liên hiệp Thanh niên Thiên Tân vào tháng 1 năm 1996, rồi Bí thư Thành đoàn Thiên Tân từ tháng 5 năm 1997. Tháng 12 năm 2001, ông được điều tới huyện Ninh Hà, nhậm chức Bí thư Huyện ủy, cấp chính cục. Đến tháng 3 năm 2006, ông được điều lên Thành ủy Thiên Tân làm Phó Bí thư Đảng tổ, Chủ nhiệm Ủy ban Công tác nông thôn thành phố Thiên Tân.

### Lãnh đạo Thiên Tân
Tháng 6 năm 2007, Đoàn Xuân Hoa được bầu vào Ban Thường vụ Thành ủy Thiên Tân, cấp phó tỉnh, được phân công làm Tổng thư ký Thành ủy kiêm Bí thư Ủy ban Công tác cơ quan Thành ủy. Sau 7 năm ở cương vị này, ông chuyển chức sang khối đoàn thể nhân dân làm Chủ tịch Tổng Công hội Thiên Tân hơn nửa năm rồi nhậm chức Phó Bí thư Đảng tổ, Phó Tỉnh trưởng thường vụ Chính phủ Thiên Tân từ tháng 1 năm 2015, kiêm Viện trưởng Học viện Hành chính Thiên Tân, Chủ nhiệm Ủy ban Quản lý Khu thí nghiệm thương mại tự do Thiên Tân. Trước đó, tháng 11 năm 2012, tại Đại hội Đảng Cộng sản Trung Quốc khóa XVIII, ông được bầu làm Ủy viên dự khuyết Ủy ban Trung ương Đảng Cộng sản Trung Quốc khóa XVIII nhiệm kỳ 2012–17, rồi bầu bổ sung làm Ủy viên chính thức trong kỳ họp thứ 7 ngày 14 tháng 10 năm 2017. Đây là kỳ họp cuối cùng của Ủy ban Trung ương Đảng khóa XVIII, Đoàn Xuân Hoa giữ chức Ủy viên chính thức trong 10 ngày cuối trong nhiệm kỳ này, và ở Đại hội Đảng Cộng sản Trung Quốc lần thứ XIX vào ngày 24 tháng 10 năm 2017, ông được bầu làm Ủy viên dự khuyết Ủy ban Trung ương Đảng Cộng sản Trung Quốc khóa XIX. Ngày 29 tháng 1 năm 2018, Đoàn Xuân Hoa được bầu làm Chủ nhiệm Ủy ban Thường vụ Đại hội Đại biểu Nhân dân thành phố Thiên Tân, và ông cũng là đại biểu Đại hội Đại biểu Nhân dân toàn quốc khóa XIII từ Thiên Tân. Cuối năm 2022, ông là đại biểu tham gia Đại hội Đảng Cộng sản Trung Quốc lần thứ XX từ đoàn đại biểu Thiên Tân.